# Justin Foley
Justin Foley (né le 16 juin 1976) est connu en tant que batteur du groupe metalcore Killswitch Engage. Il a été aussi membre du groupe Blood Has Been Shed. Foley a comme influences principales John Bonham, Neil Peart, Buddy Rich, Sean Reinert et Charlie Benante. Il a également joué aux côtés de Unearth pour leur tournée de Darkness in the Light.

## Biographie
Justin Foley est né à Simsburyen 1976. Avant de rejoindre Killswitch Engage, Foley a participé à un groupe appelée Red Tide. 

## Équipement
- Yamaha Oak Custom Drums
  - 20x17" Grosse caisse
  - 10x8" Tom
  - 13x10" Tom basse
  - 15x12" Tom basse(custom)
  - 14" x 6.5" Mike Bordin Signature Snare

- Yamaha Subkick
- Yamaha Pedale double
- Evans Peaux
- Zildjian Cymbales
  - 19in K Custom Dark China
  - 16in A Custom Projection Crash
  - 18in A Custom Medium Crash
  - 22in A Custom Medium Ride
  - 14in K Custom Session Hihats
  - 10in A Splash
  - 19in A Custom Crash
- Pro-Mark TX5BW baguette

- (en) Cet article est partiellement ou en totalité issu de l’article de Wikipédia en anglais intitulé « Justin Foley » (voir la liste des auteurs).